# 플레이어 (2018년 드라마)
《플레이어》는 2018년 9월 29일부터 2018년 11월 11일까지 OCN에서 방영된 드라마이다.

## 등장 인물

### 주요 인물
- 송승헌 : 강하리 (최수혁) 역 - 본투비 사기캐 830721
- 정수정 : 차아령 역 - 전국구 베스트 드라이버 970125
- 이시언 : 임병민 역 - 천재 해커 840404
- 태원석 : 도진웅 역 - 주먹 요정 830323

### 검찰청
- 김원해 : 장인규 역 - 서운중앙지검 특수부 검사
- 안세호 : 맹지원 역 - 장인규 검사실 수사관, 계장
- 이황의 : 유기훈 역 - 서운중앙지검 3차장. 강하리의 아버지 최현기와 동기

### 타겟
- 김종태 : '그 사람' 연제석 역 - 정치 컨설턴트
- 곽자형 : 천동섭 역 - 사채업자. 지하 경제의 큰 손

### 강하리의 주변 인물
- 허준호 : 최현기 역 (특별출연) - 강하리의 아버지. 과거 부정부패특별수사단 단장
- 유예빈 : 추연희 역 - 의사. 강하리의 과거를 알고 있는 유일한 인물

### 그 외 인물
- 이화룡 : 강성우 역 - 서운중앙지검 1차장검사
- 김귀선 : 검사장 역
- 김형묵 : 나원학 역 - 화양물산 사장. 불법 싸움 도박판을 운영
- 민준현 : 심달수 역 - 강력반 비리형사. 팀장
- 이승철 : 지목현 역 - 형진그룹 회장
- 김성철 : 지성구 역 - 형진그룹 막내 아들
- 진모 : 왕섭 역
- 김서경 : 마이크 역
- 이슬 : 홍윤희 역 - 지성구 성폭행 피해자
- 마성민 : 양아치 역 - 마약상
- 한철우
- 금광산 : 도진웅 형 역
- 이도연 : 나원학 아내 역
- 박선우 : 백선 역 - 사채업자. 보육원 원장
- 박진우 : 남사장 역
- 연제욱 : 양태 역 - 남사장 수하
- 박은우 : 변영지 역
- 한기중 : 김성진 역 - 국회의원. 대선 경선후보
- 이청미 : 양해주 역 - 김성진의원 인턴보좌관. 김성진의원 성폭행 피해자
- 배민정 : 수한나 역 - 김성진의원 인턴보좌관
- 설우형 : 현우 역
- 황다경 : PC방 알바생 역
- 홍성관 : 형사 역
- 정강희 : 브로커 역
- 김광식 : 박춘재 역
- 이재구 : 추원기 역 - 추연희의 아버지. 15년전 최현기사건의 핵심인물
- 이창
- 김소연 : 편의점 알바생 역
- 하수호 : 문신남 역 - '그 사람'의 오른팔
- 한다미 : 장인규의 실무관 역
- 최서후 : 형사 역
- 강우제
- 윤지용 : 경찰 역
- 임재하
- 김수인
- 박준희
- 정탁
- 김은수 : 김순경 역

### 특별출연
- 유승호 : 경비 역
- 홍석천 : 운전학원 감독관 역
- 허재호 : 대포차 사장 역
- 정은표 : 진용준 역 - 서민변호사. 2005년 검사장
- 왕지혜 : 류현자 역 - 김성진의원 아내
- 조재윤 : 신기자 역

## 시청률
최저 시청률과 최고 시청률은 시청률 조사회사와 지역별로 시청률에 차이가 있을 수 있습니다.
| 2018년 | 2018년    | 2018년     | 2018년      | 2018년 |
| 회차   | 방송일    | AGB 시청률 | TNmS 시청률 |        |
| ------ | --------- | ---------- | ----------- | ------ |
| 1화    | 9월 29일  | 4.474%     | 4.3%        |        |
| 2화    | 9월 30일  | 4.876%     | 4.9%        |        |
| 3화    | 10월 6일  | 4.092%     | 4.8%        |        |
| 4화    | 10월 7일  | 4.186%     | 5.5%        |        |
| 5화    | 10월 13일 | 3.720%     | %           |        |
| 6화    | 10월 14일 | 4.573%     | %           |        |
| 7화    | 10월 20일 | 4.415%     | %           |        |
| 8화    | 10월 21일 | 4.904%     | %           |        |
| 9화    | 10월 27일 | 4.723%     | %           |        |
| 10화   | 10월 28일 | 4.640%     | %           |        |
| 11화   | 11월 3일  | 3.993%     | %           |        |
| 12화   | 11월 4일  | 3.879%     | %           |        |
| 13화   | 11월 10일 | 4.553%     | %           |        |
| 14화   | 11월 11일 | 5.803%     | %           |        |